# Фенхель, Вернер
Мориц Вернер Фенхель (3 мая 1905 — 24 января 1988) — немецкий математик,
прожил большую часть своей жизни в Дании.
Наиболее известен благодаря неравенству Александрова — Фенхеля.

## Биография
Фенхель родился 3 мая 1905 года в Берлине, Германия.
Его младший брат Хайнц Фенхель израильский архитектор.
С 1923 по 1928, учился в Берлинском университете имени Гумбольдта.
Защитил диссертацию по геометрии «О кривизне и кручении замкнутых пространственных кривых».
под руководством Людвига Бибербаха.
С 1928 по 1933, Фенхель работал ассистентом Ландау в Геттингенском университете.
Во время годичного отпуска (на стипендию фонда Рокфеллера) между 1930 и 1931,
он работал в Риме с Леви-Чивита,
а также в Копенгагене с Харальд Бохр и Томи Бонесеном.
Также побывал в Дании в 1932 году.
Фенхель преподавал в Геттингене до 1933 года, когда законы о дискриминации привели к массовому увольнению евреев.
Эмигрировал в Данию, где-то между апрелем и сентябрем 1933.
Получил позицию в университете Копенгагена.
В декабре 1933 года, женился на Кете Шперлинг.
Когда Германия оккупировала Данию, Фенхель (один из 8000 евреев) получили убежище в Швеции,
где он преподавал с 1943 по 1945 в датской школе в Лунде.
После освобождения Дании вернулся в Копенгаген.
В 1946 году, Фенхель был избран членом Королевской датской Академии наук и литературы.
С 1949 по 1951, он преподавал в США в университете Южной Калифорнии, Стэнфордском университете и Принстонском университете.
С 1952 по 1956 был профессором механики в Политехническом институте в Копенгагене.
С 1956 по 1974 год профессором математики в университете Копенгагена.
Профессор Фенхель умер 24 января 1988 года.

## Научный вклад
Автор двух книг
- T. Bonnesen, W. Fenchel. Theorie der konvexen Körper (нем.). — 1934. издавалась 4 раза в 1934, 1948, 1971, 1974.
  - Перевод на английский T. Bonnesen, W. Fenchel. Theory of convex bodies (англ.). — 1987.
- W. Fenchel. Elementary geometry in hyperbolic space (англ.). — Berlin; New York: Walter de Gruyter, 1989. — ISBN 3-11-011734-7. — ISBN 0-89925-493-4 (U.S.).